# Pulau Panjang Hulu
Pulau Panjang Hulu is een bestuurslaag in het regentschap Kuantan Singingi van de provincie Riau, Indonesië. Pulau Panjang Hulu telt 1171 inwoners (volkstelling 2010).